# Алануд бінт Хамад Аль Тані
Шейха Алануд бінт Хамад Аль Тані — катарська підприємиця. Членкиня ради директорів Qatar Financial Center. Була призначена головною комерційною директоркою центру та заступницею головного виконавчого директора у 2023 році. До свого призначення працювала виконавчою директоркою із розвитку бізнесу в центрі, започатковуючи ініціативи щодо сприяння працевлаштуванню під час коронавірусної хвороби 2019 у Катарі. Шейха Алануд була першою жінкою і наймолодшою людиною, призначеною до виконавчого комітету центру. У березні 2021 року Всесвітній економічний форум назвав її молодою світовою лідеркою. У 2022 році вона отримала нагороду Арабська жінка року і була названа Форбс однією з 50 найвпливовіших підприємиць Близького Сходу та Північної Африки.

## Молодість і освіта
Шейха Алануд належить до династії Аль Тані. Вона є правнучкою шейха Джасіма бін Мохаммеда Аль Тані, засновника Катару.
Вона навчалася в Лондонській школі економіки та політичних наук, Оксфордському університеті та HEC Paris, а також здобула освіту в Катарському центрі лідерства за програмою Висхідні лідери.

## Кар'єра
Шейха Алануд почала працювати в Катарському фінансовому центрі у 2016 році. Спочатку вона працювала віцепрезиденткою зі стратегічних альянсів в офісі головного виконавчого директора, а незабаром після цього була призначена заступницею директора з економічних питань Близького Сходу та Північної Африки. У 2017 році вона була призначена виконавчою директоркою з розвитку бізнесу, працюючи на цій посаді протягом пандемії COVID-19 у Катарі. Під час свого перебування на посаді вона працювала над покращенням зайнятості та безпеки роботи в Катарі. У 2023 році Шейха Алануд була призначена головною бізнес-директоркою і заступницею головного виконавчого директора Катарського фінансового центру, очоливши відділи розвитку бізнесу та роботи з клієнтами. Вона перша і наймолодша жінка в адміністрації центру.
Шейха Алануд працювала директоркою Silatech, соціальної ініціативи, яка надає можливості працевлаштування молодим людям у всьому арабському світі. Була членкинею правління різних організацій, зокрема Tomouh, How Women Work, i2Co School of Transformative Leadership, Qatar-UK Alumni Board — British Council та Future Foreign Policy у Сполученому Королівстві. Вона також була віцеголовою Bedaya Center for Entrepreneurship and Careor Orientation, Qatar Chair for Global Dignity та глобальною амбасадоркою Катару з нагоди Дня жіночого підприємництва.
У березні 2021 року Всесвітній економічний форум вибрав Шейху Алануд молодою світовою лідеркою, що зробило її наймолодшою молодою глобальною лідеркою і єдиною жителькою Катару, яка отримала нагороду того року. Форум також назвав її Global Shaper.

## Нагороди
Шейха Алануд — двічі лауреатка нагороди Його Високості Шейха Таміма бін Хамада Аль-Тані за досягнення в освіті. Отримала ці нагороди у 2008 і 2012 роках. У 2011 році вона була лауреаткою нагороди Young Arab Achiever. У 2022 році Форбс визнав її однією з 50 найвпливовіших бізнеследі Близького Сходу. У 2022 році вона отримала нагороду Арабська жінка року за досягнення у сфері фінансових послуг.